# Chamillitary Entertainment
Chamillitary Entertainment es un sello discográfico que pertenece a Universal Records. El propietario es el rapero Chamillionaire, que la fundó en 2005.

## Artistas
- Chamillionaire: Rapero de Houston, Texas, conocido como "Mixtape Messiah". En 2005 publicó el exitoso The Sound of Revenge.
- Rasaq: Es el hermano pequeño de Chamillionaire. Debutará en solitario en 2006.
- OG Ron C: DJ oficial de Chamillionaire. Anteriormente formaba parte de Swishahouse.
- 50/50 Twin: Rapero texano que forma parte de "Paid In Full Records". Aparece en canciones con artistas como Paul Wall y Slim Thug. Creará su propio sello para liberar su álbum de debut. Pese a todo, aún forma parte de Chamillitary.
- Yung Ro: Otro rapero de Texas que formó parte de The Color Changing Click con Chamillionaire.
- Paul Miller: Rapero de Mequon, Wisconsin y él es el "music messiah"